# Duinwijck Juniors 1987
Das Duinwijck Juniors 1987 im Badminton fand vom 6. bis zum 8. März 1987 in Haarlem statt.

## Finalresultate
| Disziplin    | Sieger                           | Finalist                        | Ergebnis          |
| ------------ | -------------------------------- | ------------------------------- | ----------------- |
| Herreneinzel | Michael Søgaard                  | Edwin van Dalm                  | 15–4, 15–12       |
| Dameneinzel  | Susi Susanti                     | Lilik Sudarwati                 | 11–2, 11–3        |
| Herrendoppel | Nunung Mudijanto Ricky Subagja   | Thomas Olsen Frederik Lindqvist | 12–15, 15–8, 15–6 |
| Damendoppel  | Lilik Sudarwati Susi Susanti     | Tina Antonsen Siw Hemmingsen    | 5–15, 15–11, 15–6 |
| Mixed        | Nunung Mudijanto Lilik Sudarwati | Flemming Thomsen Dorte Ledet    | 18–15, 15–4       |